# 機動戰士GUNDAM SEED DESTINY
《机动战士高达SEED DESTINY》（MOBILE SUIT GUNDAM SEED DESTINY）是一部由日本日昇動畫制作的电视动画连续剧，既是《机动战士高达SEED》（下文简称〈SEED〉或者‘前作’）的续集，也是高达系列第11部长篇动画连续剧。本剧保留大部分参与过《SEED》制作的工作人员，包括导演福田己津央。故事发生在《SEED》两年之后，主人公是一名新登场角色——扎夫特（ZAFT）军士兵真·飞鸟。作为一名出生前就经过基因改造的“调整者”，真·飞鸟随扎夫特军深入新的战争，與未经基因改造的“自然人”及前作各个回归角色在战争中的經歷。本剧首次播映一共50集，从2004年10月9日到2005年10月1日，在日本新闻网络电视台东京广播系统和每日放送电视台播出。
2005年12月，日昇動畫播出特别篇，尝试重构原本电视台播映时的最后一集剧情。由电视剧版主线剧情改编的4集特别篇也已经在日本等地区上映。《机动战士高达SEED DESTINY》（下文简称〈SEED DESTINY〉）也被改编成各种漫画和轻小说，分别由讲谈社和角川书店出版。万代娱乐被授权在北美地区发行《SEED DESTINY》DVD。本剧也曾在香港、臺灣及加拿大等地的电视台播出，同时还以DVD的形式发行名为《特别篇》的合集影片。北美地区由Del Rey漫画授权出版由本剧改编的漫画。版权方还发行各种相关产品，包括音乐CD和各种视频游戏。
《SEED DESTINY》在日本地区十分流行，已经售出超过100万张DVD和原声碟，並在2004年和2005年連續兩年獲票選為“Anime Grand Prix”獎項冠军。另一方面，围绕人物的结局，对《SEED DESTINY》的也有不少批评。
2023年7月2日，万代南梦宫正式公开了睽违20年的系列剧场版—《机动战士高达SEED FREEDOM》，并宣布将于2024年1月26日在日本公开上映。 

## 剧情
《SEED DESTINY》的故事发生在《SEED》故事的两年后。起于欧普联合领导人卡嘉莉·尤拉·阿斯哈与P.L.A.N.T.时任议长吉伯特·杜蘭朵在P.L.A.N.T.殖民卫星的会面。当双方讨论到战时流落到P.L.A.N.T.的欧普技术人员的去向问题时，同一殖民卫星中发生了机动战士抢夺事件，三架新造机动战士被名为“幻痛”的神秘武装组织派特工潜入并成功抢夺走，该组织由名为“蓝色宇宙”的极端组织所操控。此时身份为卡嘉莉保镖的阿斯兰·萨拉加入P.L.A.N.T.武装部队扎夫特驾驶员真·飞鸟他们的队伍，搭乘扎夫特战舰“智慧女神号”一同追讨被抢夺走的几架机动战士。在战斗中，智慧女神号奉命摧毁一个殖民卫星残骸，以防止它撞上地球。在未能完全破坏坠往地球表面的殖民卫星残骸之后，这导致了地球联合和扎夫特军派系之间爆发了第二次战争。中立国欧普联合和地球联合结盟，前者也同时加入了“蓝色宇宙”。这一系列突变导致了这三方之间与扎夫特军发生了数次交火，与此同时阿斯兰也暨由这一连串事件而返回了P.L.A.N.T并加入扎夫特军。
在战争的后期，“大天使号”加入战局干涉扎夫特与地球联合之间的战斗。尽管与大天使号组成了联盟，但是卡嘉莉仍然未能阻止她的国家陷入战争，并同时使得大天使号也被卷入其中。在杜蘭朵议长将大天使号以及阿斯兰的好友基拉·大和定为敌人，并命令阿斯兰击毁他们之后，阿斯兰开始对议长无法信任。当杜蘭朵把他定性为叛徒之后，阿斯兰选择和美鈴·霍克一起从扎夫特叛逃出来。卡嘉莉最终从欧普联合傀儡政府手中夺回领导权，这导致了被庇护的“蓝色宇宙”成员逃亡至太空。“蓝色宇宙”的领袖洛德·吉布列下令发射轨道间全方位战略炮“镇魂曲”，摧毁了P.L.A.N.T.的许多太空殖民地，导致许多人死亡。在智慧女神号成功杀死吉布列并回收“镇魂曲”后，杜蘭朵公布了旨在判斷人類的天生較優勢才能來輔助工作的“命运计划”。
命運計畫是針對全人類的計畫，議長稱它為人類存亡的最後機制，誰反對它就是人類的敵人並加以排除。这使得真和智慧女神号上的船员与大天使号以及扎夫特其他部队发生了直接冲突。
基拉·大和和阿斯兰分别搭乘他们各自的新机动战士ZGMF-X20A“强袭自由”和ZGMF-X19A“无限正义”，与其他盟友一起击败了智慧女神号以及“镇魂曲”的其他守军。杜蘭朵最终死在他自己的追随者雷·札·巴雷爾手上。
本剧的结尾在原版动画以及最后一部汇编“特别篇”中都有所扩展。杜蘭朵死后不久，在拉克丝·克莱因的带领下地球联合、P.L.A.N.T.和欧普联合会谈结束战争。在经过了数次对战后，基拉和真第二次面对面，并互相承诺会携手共创更美好的未来。

## 制作
《SEED DESTINY》早在2004年7月的日本多份杂志上被首次公布。更早些的时候的Anime Expo上，配音演员关智一曾表示，他正在为一部将会很受欢迎的动画片工作，粉丝们被暗示这部动画片与《SEED》有很大关联。一个月后，本剧的第一部预告片在其官方网站上发布。在本剧首映之前，作画监督椛岛洋介曾暗示了主人公真·飞鸟的人物特征，他说《SEED DESTINY》的主角将是一个前传中没有出现过的角色，他的外表更显单薄。前作的主要制作人员包括导演福田己津央都回归参加《SEED DESTINY》的制作。本剧在日本首播时，福田导演曾表示，与前作《SEED》不同，续集《SEED DESTINY》将不会关注基拉和阿斯兰的关系，而是更多的关注真·飞鸟参与到战争中的情况。真所代表的角色是为了与基拉在整部剧中的角色进行对比，但是和基拉一样，他的角色在剧中也经历了一段重大发展的过程。关于本剧的单集作画张数，2011年5月8日在新宿LOFT PLUS ONE举办的上，制片人佐藤弘幸曾表示，第50集达到最高的4800张。

### 製作陣容
- 企畫：日昇動畫
- 原作：矢立肇、富野由悠季
- 監督：福田己津央
- 系列構成：兩澤千晶
- 腳本：兩澤千晶、大野木寬、兵頭一步、野村祐一、森田繁、吉野弘幸
- 人物設定：平井久司
- 機械設定：大河原邦男、山根公利
- 設計工程：藤岡建機
- 首席機械作畫監督：重田智
- 色彩設計：柴田亞紀子
- 美術導演：池田繁美
- 攝影導演：葛山剛士
- 編集：野尻由紀子
- 音樂：佐橋俊彥
- 音樂製作：野崎圭一（Victor Entertainment）、篠原廣人（Sony Music Entertainment）、真野昇（日昇音乐出版）
- 音響監督：藤野貞義
- 執行出品：竹田青滋（每日放送）、宮河恭夫（日升动画）
- 出品：諸富洋史（每日放送）、丸山博雄（每日放送）、佐藤弘幸（日升动画）
- 協助製作：創通Agency/ADK
- 製作：每日放送、日升动画

## 各話標題
| 話數       | 日文原名 | 香港官方譯名         | 台灣中文譯名          | 腳本                         | 分鏡                                             | 演出                |
| ---------- | -------- | -------------------- | --------------------- | ---------------------------- | ------------------------------------------------ | ------------------- |
| 1          |          | 憤怒的目光           | 憤怒之眼              | 兩澤千晶                     | 福田己津央                                       | 鳥羽聰              |
| 2          |          | 招來戰爭之物         | 招來戰爭之物          | 兩澤千晶                     | 山口晋 福田己津央                                | 山口晋              |
| 3          |          | 預兆的砲火           | 預兆的砲火            | 兩澤千晶                     | 西澤晋                                           | 高田昌宏            |
| 4          |          | 群星的戰場           | 星屑的戰場            | 兵頭一歩 兩澤千晶            | 西澤晋                                           | 西山明樹彥          |
| 5          |          | 無法癒合的傷痕       | 無法癒合的傷痕        | 野村祐一 兩澤千晶            | 西澤晋                                           | 鳥羽聰              |
| 6          |          | 世界終結之時         | 當世界終結之時        | 野村祐一 兩澤千晶            | 下田正美                                         | 吉村章              |
| 7          |          | 混亂的大地           | 混亂的大地            | 大野木寬 兩澤千晶            | 西澤晋                                           | 谷田部勝義          |
| 8          |          | 匯合                 | 匯集點                | 兵頭一歩 兩澤千晶            | 下田正美                                         | 高田昌宏            |
| 9          |          | 驕傲之牙             | 傲慢的獠牙            | 森田繁 兩澤千晶              | 西澤晋                                           | 西山明樹彥          |
| 10         |          | 父親的咒縛           | 父親的束縛            | 野村祐一 兩澤千晶            | 鳥羽聰                                           | 鳥羽聰              |
| 11         |          | 選擇的道路           | 選擇的道路            | 野村祐一 兩澤千晶            | 西澤晋                                           | 吉村章              |
| 12         |          | 血染大海             | 血染大海              | 大野木寬 兩澤千晶            | 西澤晋                                           | 高田昌宏            |
| 13         |          | 甦醒之翼             | 甦醒之翼              | 兵頭一歩 兩澤千晶            | 米たにヨシトモ                                   | 谷田部勝義          |
| 14         |          | 向明日出航           | 航向明日              | 森田繁 兩澤千晶              | 西澤晋                                           | 鳥羽聰              |
| 15         |          | 重返戰場             | 重返戰場              | 大野木寛 兩澤千晶            | 須永司                                           | 西山明樹彥          |
| 16         |          | 印度洋的死鬥         | 印度洋的死鬥          | 野村祐一 兩澤千晶            | 西澤晋                                           | 高田昌宏            |
| 17         |          | 戰士的條件           | 戰士的條件            | 兵頭一歩 兩澤千晶            | 米たにヨシトモ                                   | 吉村章              |
| 18         |          | 討伐堂懷室！         | 討伐羅安格林砲台!     | 森田繁 兩澤千晶              | 西澤晋                                           | 西村大樹            |
| 19         |          | 看不見的真實！       | 看不見的真實          | 吉野弘幸 兩澤千晶            | 鳥羽聰                                           | 鳥羽聰              |
| 20         |          | 過去                 | PAST                  | 兩澤千晶                     | 高田昌宏                                         | 高田昌宏            |
| 21         |          | 迷惘的眼神           | 迷惘的眼神            | 兩澤千晶                     | 西澤晋                                           | 西山明樹彥          |
| 22         |          | 蒼天之劍             | 蒼天之劍              | 大野木寬 兩澤千晶            | 谷田部勝義                                       | 谷田部勝義          |
| 23         |          | 戰火的陰影           | 戰火的陰影            | 大野木寬 兩澤千晶            | 西澤晋 福田己津央                                | 高田昌宏            |
| 24         |          | 錯過的視線           | 錯過的視線            | 吉野弘幸 兩澤千晶            | 西澤晋                                           | 吉村章              |
| 25         |          | 罪惡的所在           | 罪惡的所在            | 吉野弘幸 兩澤千晶            | 鳥羽聰                                           | 鳥羽聰              |
| 26         |          | 約定                 | 約束                  | 野村祐一                     | 西澤晋                                           | 西村大樹            |
| 27         |          | 無法傳達的思念       | 無法傳遞的思緒        | 森田繁 兩澤千晶              | 米たにヨシトモ 鳥羽聰                            | 西山明樹彥          |
| 28         |          | 殘存與消逝的生命     | 殘存的生命 消散的生命 | 野村祐一 兩澤千晶            | 西澤晋                                           | 谷田部勝義          |
| 29         |          | FATES                | FATES                 | 兩澤千晶                     | 米たにヨシトモ 高田昌宏                          | 高田昌宏            |
| 30         |          | 剎那之夢             | 刹那之夢              | 高橋ナツコ 兩澤千晶          | 西澤晋                                           | 鳥羽聰              |
| 31         |          | 未明之夜             | 不明之夜              | 大野木寬 兩澤千晶            | 鳥羽聰 米たにヨシトモ                            | 西村大樹            |
| 32         |          |                      |                       | 吉野弘幸 兩澤千晶            | 高田昌宏 西澤晋                                  | 高田昌宏            |
| 33         |          | 被展現的世界         | 被揭發的世界          | 森田繁 兩澤千晶              | 米たにヨシトモ 須永司                            | 西山明樹彥          |
| 34         |          | 惡夢                 | 惡夢                  | 野村祐一 兩澤千晶            | 西澤晋                                           | 吉村章              |
| 35         |          | 混沌之初             | 混沌的前兆            | 高橋ナツコ 兩澤千晶          | 鳥羽聰 米たにヨシトモ                            | 鳥羽聰              |
| 36         |          | 亞斯蘭逃亡                 | 脫逃                  | 大野木寬 兩澤千晶            | 西澤晋                                           | 西村大樹            |
| 37         |          | 雷鳴的黑夜           | 雷鳴之夜              | 大野木寬 吉野弘幸 兩澤千晶   | 米たにヨシトモ 鳥羽聰                            | 久保山英一          |
| 38         |          | 新的旗號             | 新的旗幟              | 吉野弘幸 兩澤千晶            | 西澤晋                                           | 高田昌宏            |
| 39         |          | 天空的               | 天空的                | 森田繁 兩澤千晶              | 鳥羽聰 米たにヨシトモ 福田己津央                 | 西山明樹彥          |
| 40         |          | 黃金的意志           | 黃金的意志            | 野村祐一 兩澤千晶            | 西澤晋 高田昌宏                                  | いとがしんたろー    |
| 41         |          | 抑制                 | Refrain               | 小倉史科                     | 小倉史科                                         | 小倉史科            |
| 42         |          | 自由與正義           | 自由與正義            | 大野木寬 兩澤千晶            | 鳥羽聰 西澤晋 福田己津央                         | 鳥羽聰              |
| 43         |          | 反擊之聲             | 反擊的聲音            | 大野木寬 高橋ナツコ 兩澤千晶 | 米たにヨシトモ 西澤晋 福田己津央                 | 西村大樹            |
| 44         |          | 兩個                 | 兩個                  | 吉野弘幸 兩澤千晶            | 鳥羽聰 西澤晋 福田己津央                         | 久保山英一          |
| 45         |          | 變革的序曲           | 變革的序曲            | 森田繁 兩澤千晶              | 鳥羽聰 西澤晋 米たにヨシトモ 福田己津央          | 吉村章              |
| 46         |          | 真實之歌             | 真實之歌              | 野村祐一 兩澤千晶            | 鳥羽聰 西澤晋 福田己津央                         | 高田昌宏            |
| 47         |          |                      |                       | 兩澤千晶                     | 西澤晋 高田昌宏 福田己津央                       | 西山明樹彥          |
| 48         |          | 往新的世界           | 邁向新世界            | 吉野弘幸 兩澤千晶            | 高田昌宏 鳥羽聰 西澤晋 福田己津央                | 西村大樹            |
| 49         |          |                      |                       | 吉野弘幸 兩澤千晶            | 鳥羽聰 西澤晋 米たにヨシトモ 福田己津央          | 鳥羽聰              |
| 50         |          | 最後的力量           | 最後之力              | 兩澤千晶                     | 西澤晋 米たにヨシトモ 鳥羽聰 高田昌宏 福田己津央 | 福田己津央 高田昌宏 |
| Final Plus |          | 機動戰士終極特種命運 | 被選擇的未来          | 兩澤千晶                     | 西澤晋 米たにヨシトモ 鳥羽聰 高田昌宏 福田己津央 | 福田己津央 高田昌宏 |

## 特別版
「機動戦士ガンダム SEED DESTINY SPECIAL EDITION」將全51話的原作再剪輯並追加新作畫面而成全四部的OVA總集編，結局部份新增身著ZAFT軍白衣登場的煌‧大和。
| 話數      | 日文原名     | 香港官方譯名   | 台灣中文譯名 | 日版上映时间                 |
| --------- | ------------ | -------------- | ------------ | ---------------------------- |
| 特別版I   | 砕かれた世界 | 破碎的世界     | 破碎的世界   | 2006年5月1日——2006年5月2日   |
| 特別版II  | それぞれの剣 | 他們各自的劍   | 他們各自的劍 | 2006年7月27日——2006年7月28日 |
| 特別版III | 運命の業火   | 命運的地獄之火 | 命運的業火   | 2006年10月9日                |
| 特別版IV  | 自由の代償   | 自由的代價     | 自由的代價   | 2006年1月8日                 |

## 媒体作品

### 动画
2004年10月9日下午6点，《SEED DESTINY》在日本新聞網旗下TBS電視台和每日放送等电视台首播，接替此前刚播放结束的《钢之炼金术师》，并于2005年10月1日结束播映。2005年12月，日本地区播出一期名为《被选择的未来》的特别节目。这一集主要是对第50集的补充，延长该剧的结局。从2005年2月24日到2005年2月24日，这一系列被收录在一共十三卷DVD中，在日本地区发行。2010年4月9日，本剧发行DVD盒装版。
该剧由万代娱乐授权在北美市场播放。英语改编版是由万代娱乐与海洋集团合作制作的，英语配音在海洋工作室录制。本剧在2006年3月14日至2008年1月8日期间，在北美以未删减的双语格式发行12张DVD。《Final Plus》一集在2007年7月得到版权方授权许可，于2008年4月15日发售了单张DVD。两卷“动漫传奇版”DVD盒装分别在2009年1月13日，2009年5月19日发售。
《SEED DESTINY》于2007年3月9日晚上9:30在YTV的Bionix节目中开始在加拿大播出。2008年1月11日，《SEED DESTINY》的播出时间改为10:30，原时段改为播出《BLEACH》。2008年3月28日，结束第一次播映。2007年5月到6月，由康卡斯特有线在美国提供有线点播。7月时仅有1至22集上线可供点播，被认为是由于康卡斯特有线的原因而被停播，但是在9月又再次以英语配音版上线。康卡斯特有线电视台在2008年2月底上线第50集配音版，但由于万代娱乐在加拿大结束运营，这个版本已经绝版。2014年10月11日，在2014年纽约Comic-Con小组会议上，日升动画宣布他们将重新发布所有GUNDAM系列作品，包括从2015年春季开始由Right Stuf Inc.在北美地区分销的《SEED DESTINY》。日升动画将在北美发布《SEED》的高清重制版，并将推出由NYAV Post制作的全新英文配音。2012年11月，日升动画在最后一集的《SEED高清重制版》后宣布《SEED DESTINY》也将被高清重制的消息。不久之后，导演福田在他的推特账户中宣布，《SEED DESTINY》高清重制发行的最后一集将结合原始结局与特别篇中的元素。
網路放送於2013年3月29日開始，TV則於2013年4月7日起在日本BS11開始播映。HD Remaster版刪除原本TV版撥放的第41話，原本42～50話的編號減1，Final Plus成為第50話完結篇。
香港由無綫電視取得播映權，以《機動戰士特種命運》在2006年6月24日起在翡翠台於逢星期六中午12時的時段首播粵語配音，在本篇播放完畢後則播放其電視特別版本「被選擇的未來」，無綫電視譯為《機動戰士終極特種命運》。其後亞洲影帶發行雙語格式的DVD。
《机动战士高达SEED C.E.73 STARGAZER》是《SEED DESTINY》的原创动画錄影帶，于2006年7月14日开始在网络串流发布，而包含所有三集的DVD于2006年11月24日在日本发行。

### 特别篇
电视动画的四部剧情汇编版被命名为《机动战士高达SEED DESTINY：特别篇》，每一部都以约90分钟的片长由电视版动画配合新添加的片段来讲述《SEED DESTINY》的主线剧情。与《SEED：特别篇》不同的是，《SEED DESTINY：特别篇》以阿斯兰·萨拉为主要视角来展开讲述。这四部特别篇在2006年5月25日至2007年2月23日间以DVD格式发布。《SEED：特别篇》和《SEED DESTINY：特别篇》的合辑于2010年2月25日再日本发行。《SEED：特别篇》在北美由万代娱乐获得许可，并于2008年6月17日至2009年1月13日期间以双语DVD发行。日升动画将于2015年开始与Right Stuf Inc.合作发布《SEED DESTINY：特别篇》。

### 剧场版电影
即使剧情大纲已经写好，但是《SEED DESTINY》剧场版电影的制作并没有继续进行下去。这原本将是继1991年《机动战士GUNDAM F91》之后，高达系列的第一部长篇动画电影，但由于制作时机不断的推迟，最终被《机动战士GUNDAM OO》的剧场版所取代。这部影片于2006年5月6日在“2006索尼音乐动漫展”上首次发布一则简短的片段，即人物頭影像，依照次序為真·飞鸟、卡嘉莉·尤拉·阿斯哈、拉克丝·克莱因、阿斯蘭·薩拉、煌·大和，可見兩澤構想劇本依然圍繞在五人上。展会后，日升也在官网上发布这段片段。
剧中角色史黛菈·路歇的配音演员桑岛法子在她的“SEED俱乐部博客”中表示该角色也将在电影中以某种形式出现。拉克丝、伊扎克·焦耳和迪安卡·艾斯曼将作为P.L.A.N.T.最高评议会成员回归，基拉、真和露娜玛莉亚·霍克也将成为扎夫特军一员。
在2008年4月版的《Animage》上，编剧两泽千晶解释说，虽然她已经设法完成情节大纲，但是由于她身患疾病需要持续治疗，这个项目被无限期推迟。两泽千晶最终于2016年2月19日去世。
2021年5月28日發布SEED企劃重啟，企劃內容包含續作劇場版、外傳漫畫和遊戲，其中劇場版劇本是由兩澤撰寫的劇本加以修改。2023年7月2日，剧场版正式被命名为《機動戰士GUNDAM SEED FREEDOM》，上映时间为2024年1月26日（日本）。

### 音乐
胜利娱乐为本剧发行大量配乐和角色印象CD。在2004到2005年期间，音乐公司发行创作的三张配乐专辑。这几张配乐专辑以《机动战士高达SEED DESTINY原声大碟》为名并以罗马数字为序号，从I到III。《原声大碟I》收录田中理惠的新歌并于2004年12月6日发行，《原声大碟II》收录桑岛法子的新歌并于2005年4月21日发行，《原声大碟III》收录梶浦由记制作的系列主题曲并于2005年8月24日发行。此外，2006年2月2日发行第四张配乐专辑《机动战士高达SEED DESTINY原声大碟IV》收录剧中的精选音乐。四张专辑的首发版都包含一个豪华的塑料收纳盒。2005年12月16日发行名为《交响组曲 机动战士高达SEED DESTINY》的精选管弦乐专辑，由伦敦交响乐团演出。除了配乐外，版权方还发行6支角色定制CD单曲，其中包括歌曲和广播剧节目。这几张CD同时也被作为《SEED》时期发行的6张CD的后续系列冠以顺接的序号。
《SEED DESTINY》共使用四套片头和片尾主题曲。与最初的在《SEED》中类似，这些歌曲由高调和崭露头角的艺术家们所演绎。同样的，其中一些很有特色歌曲成为顶级单曲，如T.M.Revolution的《ignited》曾在2004年11月登顶单曲榜榜首。第三支片头主题曲《我们的去向》由十五岁的新人高桥瞳演绎，并于2005年4月13日发行。曾在前作实力演绎第三支片头主题曲的玉置成实，也在本作再次倾力奉献。而由演绎的第二支片尾曲《Life Goes On》则在发表当日成为日单曲排行冠军，也成为继《ignited》之后日本单曲榜上第二支与高达系列有关的主题曲。此外，《SEED DESTINY》中使用的两首插曲大受欢迎并创造很高的销量，分别是由FictionJunction YUUKA演绎的《焰之扉》以及T.M.Revolution的《vestige》。
两张收录片头片尾曲和插曲，包含《SEED》的部分歌曲在内的汇编专辑被发行。第一张专辑《机动战士高达SEED DESTINY COMPLETE BEST》，于2006年5月7日发行，其中收录两剧全部8支主题曲。另一张是名为《机动战士高达SEED ~ SEED DESTINY BEST "THE_BRIDGE"》的双碟专辑，包含两剧的片尾曲、插曲和角色单曲，并于2006年11月22日发行。首发版还包括有一个小册子、艺术卡和海报。

### 漫画
目前已经发行有多部由《SEED DESTINY》改编的漫画。第一部同名漫画由岩濑昌嗣绘画，连载于2004年11月26日至2006年4月26日。2005年4月22日到2006年6月23日，讲谈社将这部漫画集结为4卷单行本出版。Del Rey漫画于2005年12月得到这部漫画的授权在北美发行，最终于2006年6月27日至2007年7月31日出版。
久織知槙也绘有《机动战士高达SEED DESTINY：边缘》，从阿斯兰·萨拉的视角讲述动画中的事件，由角川书店在2005年4月26日至2006年10月26日期间分5卷出版。再这个系列结束后，久織又绘制另外几卷，名为《机动战士高达SEED DESTINY：边缘欲望》，重点介绍系列中的其他人物。第一卷于2007年6月26日出版，第二卷则于2008年2月26日出版。外传漫画《机动战士高达SEED DESTINY ASTRAY》由千叶智弘负责剧本、時田洸一负责绘制，在《GUNDAM ACE》杂志上连载并于2005年1月25日至2006年6月26日集结成4册单行本发行。

### 电子游戏
有多部根据《SEED DESTINY》改编的游戏已经被制作和发售，其中包括PS2平台的《机动战士GUNDAM SEED DESTINY CE世纪》，而《机动战士高达SEED DESTINY 连合vs.Z.A.F.T.II PLUS》原本是以《机动战士高达SEED DESTINY 连合vs.Z.A.F.T.II》之名在街机平台上发售，之后移植到PS2平台上，于2006年12月7日发售。PSP平台发行有《机动战士高达SEED 联合vsZ.A.F.T. 便携版》，而GBA平台则于2004年11月25日发行有同名游戏。PSV平台上则发行有《機動戰士GUNDAM SEED 激鬥命運》。
来自《SEED DESTINY》的人物也出现在多部跨界游戏中。这其中包括高达系列游戏《高达无双》、《高达无双2》、《GUNDAM無雙3》以及《機動戰士鋼彈 鋼彈 VS. 鋼彈》和《SD GUNDAM》系列等。其他还包括《超级机器人大战》系列，首次登陆的作品是《超级机器人大战Z》。另外剧中机体还在游戏《异世纪机器人大战：R》中客串登场。

### 其他商品
这部动画已经被改编成五部轻小说，作者是后藤柳，他也曾将《SEED》改编为小说并由角川书店出版。第一卷于2005年3月1日发行，最后一卷于2006年4月1日发行。讲谈社还在《OFFICIAL FILE》的名下出版三本杂志，重点分析剧中人物和机动兵器。

## 评价
《SEED DESTINY》在2004年和2005年《Animage》杂志投票評選中都获得了“Anime Grand Prix”奖。在这两年的调查中，阿斯兰·萨拉、基拉·大和和拉克丝·克莱因都位居最受欢迎角色类别榜首，最终集和OVA也分别在各自类别裡占据榜首位置。在高达系列40周年之际，goo网站收集3000张投票后发现史汀娜·露茜被网民选为“高达历史上最不幸的悲剧女性角色”。本剧的DVD销售情况良好，都曾出现在各类不同的日本官方排行榜中。2005年11月，万代影视宣布《SEED DESTINY》在日本已累计售出超过100万张DVD。因T.M.Revolution演绎的新主题曲以及玉置成实的榜首单曲等的推动作用，本剧的配乐专辑在发售期间也大受欢迎。在日本唱片業協會奖中，《SEED DESTINY》是动画专辑类别的获胜者。在Anime Nation最畅销DVD榜单中，《SEED DESTINY》第9卷DVD最高排名第22位。
《SEED DESTINY》的总体评价是趋向于积极的，但经常被拿来同《SEED》作比较。《SEED》的背景故事被认为是对《SEED DESTINY》的情节发展所必不可少的，以至于玛丽亚·林（Maria Lin）认为需要提前完整观看完前者以完全理解本剧。由于和《SEED》中出现的情况很相似，雷·札·巴雷爾和尼歐·羅安那克之间的关系引起了人们关于他们真实身份的猜测。然而，由于叛逆的性格以及一些新的以及角色或来自前作的回归角色的加入，使得主角真·飞鸟在剧中的作用黯然失色，对他的反响变得喜忧参半。虽然在某些方面，真·飞鸟的角色形象和与其他人之间的关系被认为很有意思，但UK Anime的罗斯·利弗西奇（Ross Liversidge）更看重前作在本作中回归的角色基拉·大和在本作中扮演的重要角色。
尽管与其他高达系列共享主题，本剧的主题也因其娱乐性和可争议性而受到赞赏。Mania Entertainment的Chris Beveridge进一步评论称，虽然与其他系列存在类似之处，但《SEED DESTINY》的主题“做得足够好，能够独立站稳脚跟。”然而，最后几集因为情节与《SEED》的结局类似而受到批评。相比之下，这些集数中的战斗场景得到了赞赏，同时一些场景带来的情感冲击也受到了称赞。重现系列最后一集事件的OVA因解释了《SEED DESTINY》中的事件，如吉伯特·杜蘭朵与劳·克鲁泽的讨论而受到赞赏。还指出这使得结局更加令人满意，能够更多地发展角色，情感焦点得到了更深入的探索，比电视系列的结局更加出色。
该系列的动画在上色和角色设计方面受到了高度赞扬。尽管动画新闻网站的保罗·法戈认为机动战士的变形设计有些俗气，但其设计仍然受到了好评。战斗场景也被认为是电视系列最后几集的重点，因为它们带来了新机甲的精彩动作场面。然而，有人指出OVA削弱了这些场景，其中一些场景难以完全理解。音乐也因带来愉悦的主题和玉置成实的回归而受到赞赏。法戈表示，作曲家佐橋俊彦在《SEED》的基础上明显提高了他的配乐水平，各位艺术家们的开场和结尾曲也很有趣。据称，日语配音为观众启用了像坂本真绫这样的流行偶像而令人愉悦。另一方面，对于英文配音的反应褒贬不一，一些演员的表演十分吸引人，而其他情况下则表现不佳。尽管如此，DVD Talk的唐·休斯顿建议观众听英文配音而不是原版日语版本，因为他注意到一些音效被重新混音，从而改善了音频效果。
2021年7月，菲律宾前总统贝尼格诺·阿基诺三世逝世后的媒体报道中指出，在菲律宾马尼拉雅典耀大学盖苏教堂举行的追悼仪式上，军事仪仗队护送着阿基诺的骨灰，而《机动战士高达SEED DESTINY》的歌曲《你与我相似》正是在此时播放。这引起了一些猜测，普遍认为作为一个众所周知的游戏爱好者，阿基诺总统可能是该系列的粉丝之一。

### 播放電視台
| 每日放送/东京放送 星期六18:00-18:30節目土6 | 每日放送/东京放送 星期六18:00-18:30節目土6         | 每日放送/东京放送 星期六18:00-18:30節目土6 |
| ------------------------------------------ | -------------------------------------------------- | ------------------------------------------ |
|                                            | 機動戰士鋼彈SEED DESTINY （2004.10.9 - 2005.10.1） |                                            |
| 待查                                       | BLOOD+ （2005.10.8 - 2006.9.23）                   |                                            |

| 中視 星期六18:00-18:30節目 | 中視 星期六18:00-18:30節目                         | 中視 星期六18:00-18:30節目 |
| -------------------------- | -------------------------------------------------- | -------------------------- |
|                            | 機動戰士鋼彈SEED DESTINY （2005.10.8 - 2006.9.30） |                            |
| 待查                       | 極上生徒會                                         |                            |

## 脚注